# 永恒王座
永恒王座（Akal Takht）是锡克教的五个王座（Takht）之一，也是第一个王座。它位于印度旁遮普邦阿姆利则的金庙建筑群。

## 历史

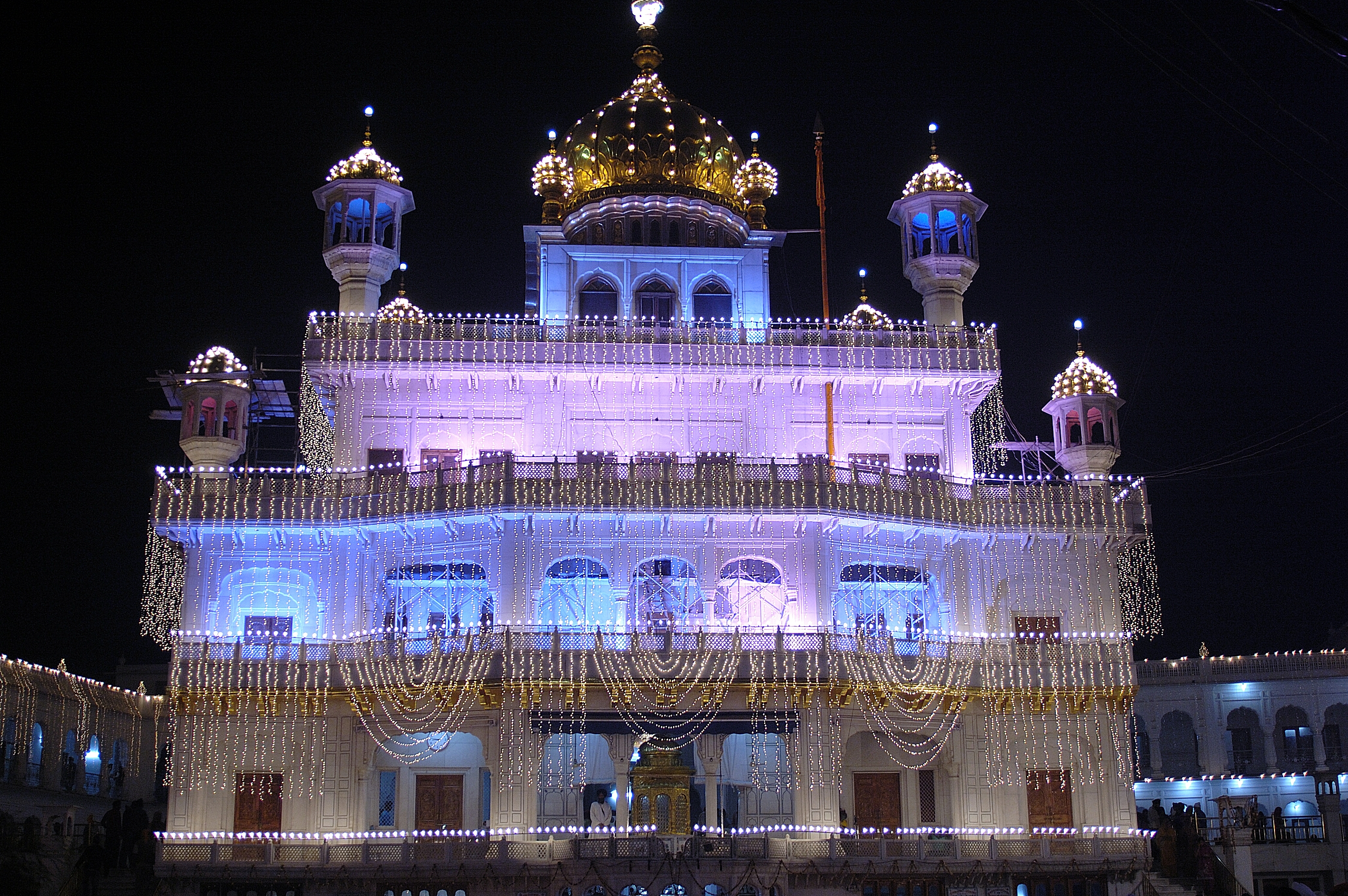
永恒王座 illuminated on Guru Nanak Gurpurab, Harmandir Sahib complex, Amritsar.

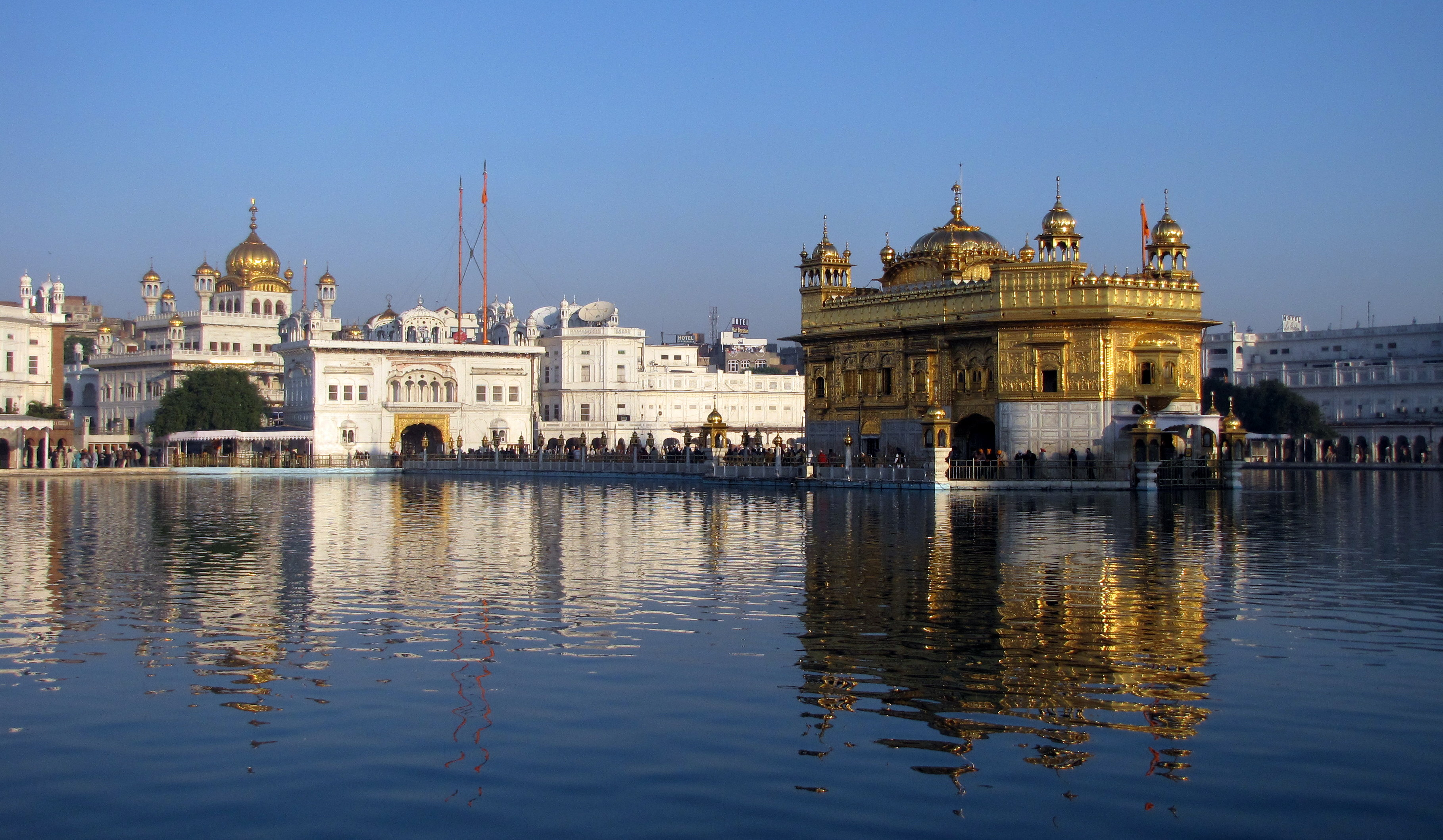
永恒王座与金庙

## 蓝星行动
1984年6月3-8日，印度军方奉總理英迪拉·甘地之命，派重兵開進阿姆利则金庙建筑群，坦克和重武器使永恒王座严重受损。
1983年7月，锡克教政党最高阿卡利党的主席隆格瓦尔邀请在旁遮普邦农村很受欢迎的著名锡克教好战分子领袖宾德兰瓦里到金庙居住，后来搬到永恒王座。

## 重建

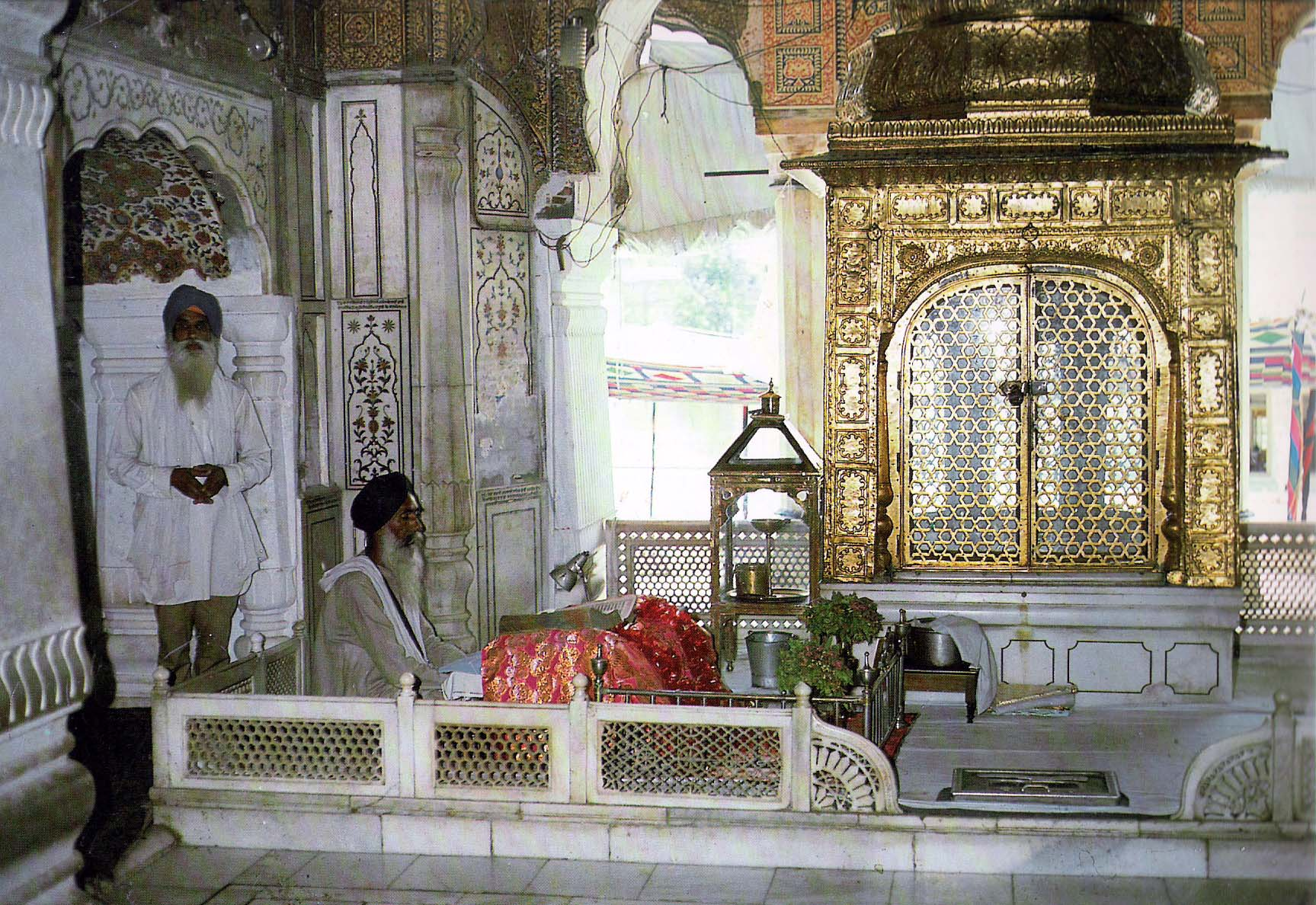
内部

印度政府帮助重建永恒王座。但是锡克人称新建筑为“政府王座”（Sarkari Takht），表明它是由政府建造的，不是神圣的。锡克教徒内政部长布塔·辛格因在建造新王座中扮演的角色而被开除教门。经过一段时间的忏悔后（在金庙清洗奉献者的餐具和鞋子），才被重新接纳。
几年后，宾德兰瓦里的继任者正式开始拆除永恒王座。因为锡克教徒认为重建的建筑物是一种亵渎。